# Konstsilke
Konstsilke är ett konstgjort textilmaterial, skapat i avsikt att ersätta natursilket.
Nitrossilket eller Chardonnetsilket är den äldsta metoden, som uppfanns av greve Hilaire de Chardonnet 1884. Cellulosanitrat löses i eteralkohol till en viskös vätska, varur tråden antingen genom torra vägen då den får stelna i luften, eller genom våta, då ett fällbad får koagulera tråden, drages. Efter tvättning denitreteras cellulosantitratet. Metoden är omständlig och dyrbar.
1890 uppfanns kopparsilket eller Paulisilket av franmannen Despaissis, men fick sitt namn av Pauli, som 1897 tog patent på metoden i Tyskland. För att erhålla spinnvätskan löses cellulosan efter att ha kokats med utspädd alkali, i en ammoniaklösning av kopparoxid.
Viskos uppfanns 1892, och är numera den vanligaste typen av konstsilke.
Acetatsilket eller celanessilket som uppfanns 1912 fick under början av 1900-talet stor betydelse.